# Memorienkreuz (Hochkirchen)

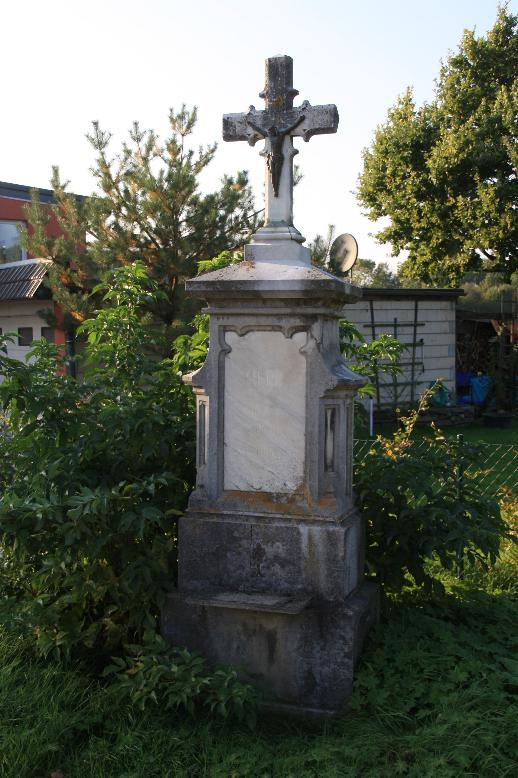
Das Kreuz an der Brücke

Das Memorienkreuz steht in Hochkirchen, einem Ortsteil der Gemeinde Nörvenich im Kreis Düren (Nordrhein-Westfalen).
Das Memorienkreuz steht direkt im Westen des Dorfes an der Brücke über den Neffelbach an der Kreisstraße 16. 
Das aus belgischem Granit gefertigte Kreuz ist 2,80 m hoch. Die Beschriftung lautet: Herr schenke deinen Frieden. Es wurde an Stelle eines im Zweiten Weltkrieg zerstörten Kreuzes direkt nach dem Krieg vom Landwirt Anton Huppert neu aufgestellt.